# Вольке (станция метро)
«Вольке» (кор. 월계역) — наземная станция Сеульского метро на Первой линии (локального сообщения). Она представлена двумя боковыми платформами. Имеет четыре выхода. Станция обслуживается корпорацией железных дорог Кореи (Korail). Расположена в квартале Вольке-дон (адресː 263-1 Wolgye-dong, 40 Wolgyero 53 gil) района Новонгу в городе Сеул (Республика Корея). На станции установлены платформенные раздвижные двери.
Пассажиропоток — 11 926 чел/день (на 2012 год).
Станция была открыта 22 августа 1985 года в составе участка Первой линии Университет Кванвоон—Нокчхон, длиной 2,5 км и открыта еще одна станция (Нокчхон).